# 크레플로 달라
크레플로 달라 (Creflo Augustus Dollar, Jr.; 1962년 1월 28일)는 미국출신의 목사이며, 텔레밴젤리스트이다. 
그는 조지아주에 위치한 월드 체인저스 교회(World Changers Church International)의 설립자이자 담임 목사로 활동하고 있다.
그의 설교와 메시지는 주로 믿음, 은혜, 치유, 구원 등을 주제로 하며, 최근에는 한국어로 번역된 설교 영상들이 한국 유투브 채널을 통해 제공되고 있다.

## 번영신학
그는 번영신학을 대표하는 인물 가운데 하나이다. 번영신학(Prosperity Theology)은 기독교 신학의 한 형태로, 신앙과 물질적 번영(건강, 부, 성공 등)을 연결 짓는 신념 체계이다. 이 신학은 신앙을 통해 하나님께 헌신하고 올바른 삶을 살면 물질적인 축복과 성공을 얻을 수 있다고 가르친다. 주로 헌금과 같은 물질적인 기부가 신앙의 중요한 요소로 강조되는 경우가 많다. 다만, 이러한 관점은 다른 기독교 전통에서 비판을 받기도 한다.   
크레플로 달라는 2개의 롤스로이스 자동차와 개인 제트기를 소유하고 있다.   

## 같이 보기
- 베니 힌
- 폴라 화이트
- 케네스 코플랜드